# Olmeda de Cobeta
Olmeda de Cobeta é um município da Espanha na província de Guadalajara, comunidade autónoma de Castilla-La Mancha, de área km² com população de 88 habitantes (2007) e densidade populacional de 2,84 hab/km².

## Demografia
| Variação demográfica do município entre 1991 e 2004 | Variação demográfica do município entre 1991 e 2004 | Variação demográfica do município entre 1991 e 2004 | Variação demográfica do município entre 1991 e 2004 |
| --------------------------------------------------- | --------------------------------------------------- | --------------------------------------------------- | --------------------------------------------------- |
| 1991                                                | 1996                                                | 2001                                                | 2004                                                |
| 91                                                  | 84                                                  | 75                                                  | 112                                                 |